# Iglesia de madera de Røldal

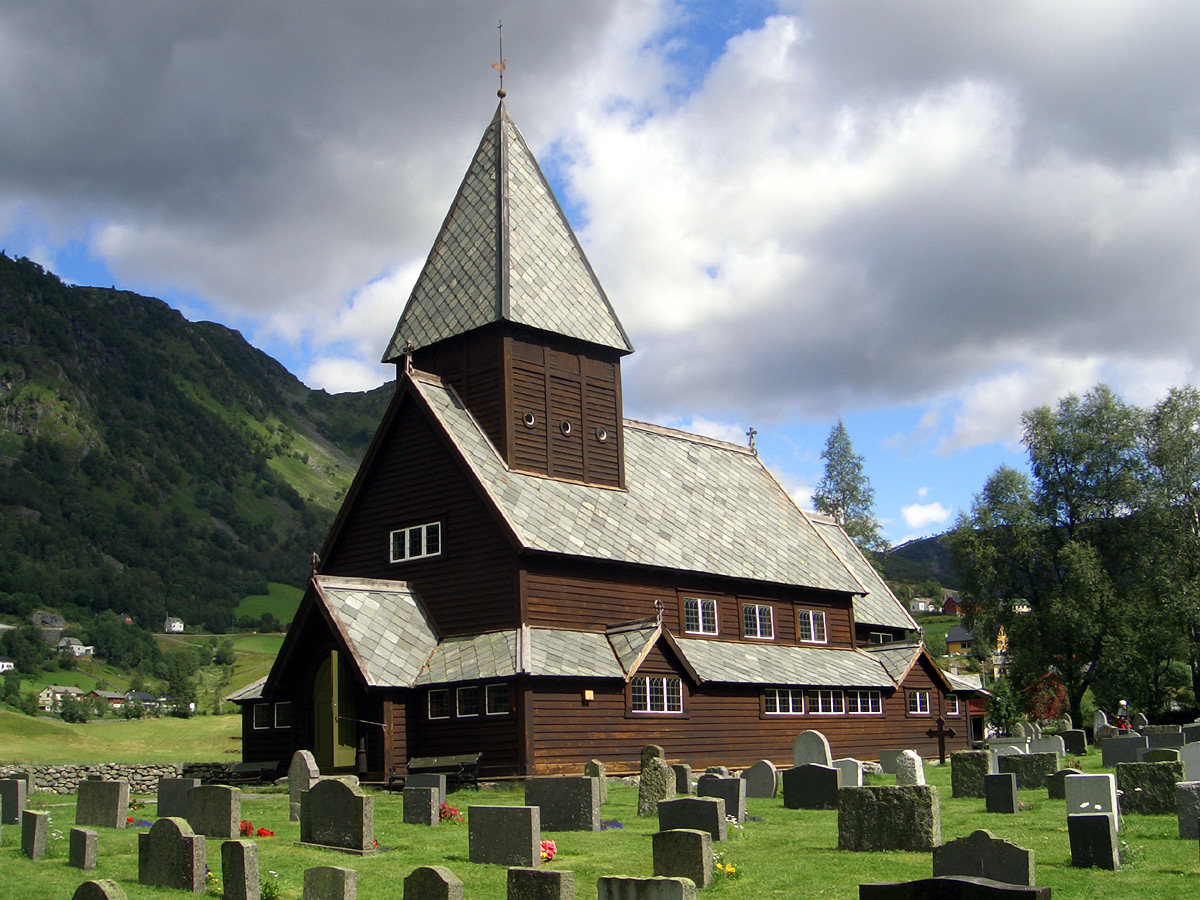
La iglesia de madera de Røldal.

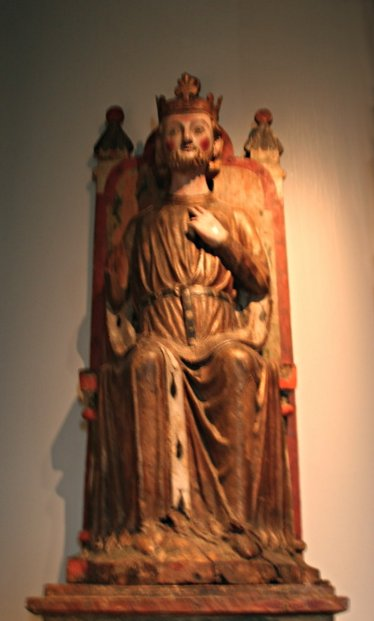
San Olaf, ca. 1250.

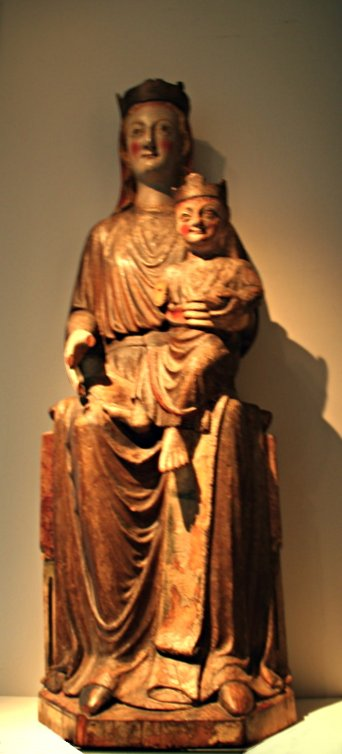
Madonna, ca. 1250.

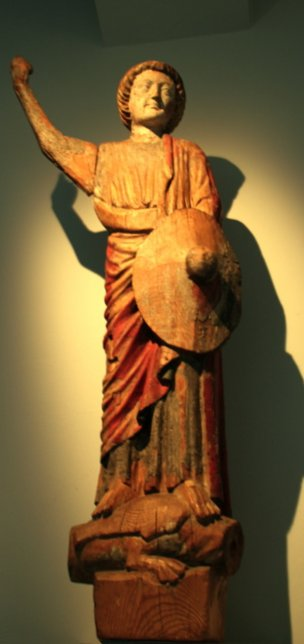
Arcángel Miguel, ca. 1200.

La iglesia de madera de Røldal es una stavkirke del siglo XIII en la localidad del mismo nombre, provincia de Hordaland, en Noruega. Ha mantenido su uso litúrgico hasta la actualidad. Es una iglesia luterana, y también un centro de peregrinación para los católicos.

## Historia del edificio
Fue construida inicialmente como una iglesia-salón de una sola nave, con la misma anchura para la nave que para el coro. Las excavaciones arqueológicas han descubierto que los postes esquineros reposan directamente sobre un cimiento de piedra; por contraparte, la mayoría de las stavkirke tienen sus postes sobre un marco de vigas soleras, las cuales reposan sobre un cimiento de piedra. Lo anterior ha generado un debate sobre si la iglesia de Røldal es en realidad una iglesia de postes (stolpekirke), un tipo de templos de madera con técnica más antigua que las stavkirke.
Poco después de su construcción, se cambió la conformación de iglesia-salón por una que la asemejaba a las demás stavkirke: una planta con nave de mayor anchura que el coro, y un corredor que rodea a ambos.
En el siglo XVII se añadió nuevo inventario con características renacentistas, los muros interiores fueron pintados y se introdujeron ventanas. En 1844 la nave fue expandida hacia el occidente y los muros fueron revestidos tanto por dentro como por fuera.
Una nueva remodelación ocurrió entre 1915 y 1918, que incluyó el retiro del revestimiento de los muros y la restauración del mobiliario renacentista del interior, aunque permanecieron elementos extravagantes, como las ventanas. También se construyó un nuevo corredor en sustitución del anterior, a fin de proteger los muros de la nave y del coro.

## Partes medievales
La mayor parte de la construcción medieval de la nave y el coro se ha conservado hasta la actualidad, lo mismo que el techo. De los portales, solo una parte del portal meridional es original.
La iglesia posee un crucifijo del siglo XIII que se localiza en la entrada del coro. La pila bautismal es de esteatita y se considera que data del siglo XIII o XIV.
En el Museo de Bergen se conservan algunas partes constructivas o mobiliario que formó parte de la iglesia en la Edad Media. Entre ellas se encuentra un frontal y esculturas de madera de la primera mitad del siglo XIII, entre las que se hallan San Olaf, la Virgen con el Niño y el Arcángel Miguel. El frontal muestra una escena de la crucifixión así como a Jesucristo en las puertas del infierno.

## El crucifijo
La iglesia de madera de Røldal es desde tiempos remotos un templo votivo, visitado por peregrinos que ofrecen votos a cambio de favores divinos. Como resultado de ello, el pequeño pueblo de Røldal se vio ampliamente beneficiado en la Edad Media.
La iglesia es conocida, sobre todo, por su crucifijo, que según la tradición vierte lágrimas cada solsticio de verano. Los peregrinos pueden secar con un paño una parte de ese fluido, que se cree tiene poderes curativos. Las peregrinaciones se acompañaban con una misa cada día de San Juan, hasta 1835, cuando la práctica fue prohibida por el obispo luterano local. En la actualidad se realizan nuevamente y de manera regular peregrinaciones católicas al templo, mientras que este sirve diariamente de iglesia parroquial luterana.